# Johannes Joachim Degenhardt
Johannes Joachim Degenhardt (Schwelm, 31 gennaio 1926 – Paderborn, 25 luglio 2002) è stato un cardinale e arcivescovo cattolico tedesco.

## Biografia
Nacque a Schwelm il 31 gennaio 1926 da Elly e Julius Degenhardt.
Ordinato sacerdote il 6 agosto 1952, fu nominato vescovo ausiliare di Paderborn il 12 marzo 1968. Fu ordinato vescovo il 1º maggio 1968 dalle mani del cardinale Lorenz Jäger.
Il 15 maggio 1974 divenne arcivescovo di Paderborn.
Papa Giovanni Paolo II lo elevò al rango di cardinale nel concistoro del 21 febbraio 2001 assegnandogli il titolo di San Liborio, che tra l'altro è il patrono della stessa arcidiocesi di Paderborn.
Morì il 25 luglio 2002 all'età di 76 anni.

## Genealogia episcopale e successione apostolica
La genealogia episcopale è:
- Cardinale Scipione Rebiba
- Cardinale Giulio Antonio Santori
- Cardinale Girolamo Bernerio, O.P.
- Arcivescovo Galeazzo Sanvitale
- Cardinale Ludovico Ludovisi
- Cardinale Luigi Caetani
- Cardinale Ulderico Carpegna
- Cardinale Paluzzo Paluzzi Altieri degli Albertoni
- Papa Benedetto XIII
- Papa Benedetto XIV
- Papa Clemente XIII
- Cardinale Marcantonio Colonna
- Cardinale Giacinto Sigismondo Gerdil, B.
- Cardinale Giulio Maria della Somaglia
- Cardinale Carlo Odescalchi, S.I.
- Vescovo Eugène de Mazenod, O.M.I.
- Cardinale Joseph Hippolyte Guibert, O.M.I.
- Cardinale François-Marie-Benjamin Richard de la Vergne
- Cardinale Pietro Gasparri
- Arcivescovo Cesare Orsenigo
- Cardinale Lorenz Jäger
- Cardinale Johannes Joachim Degenhardt

La successione apostolica è:
- Vescovo Paul-Werner Scheele (1975)
- Cardinale Paul Josef Cordes (1976)
- Vescovo Hans Leo Drewes (1980)
- Vescovo Paul Consbruch (1981)
- Vescovo Franz-Josef Hermann Bode (1991)
- Vescovo Heinz Josef Algermissen (1996)
- Cardinale Reinhard Marx (1996)
- Arcivescovo Hans-Josef Becker (2000)